# Ymer Xhaferi
Ymer Xhaferi (Titova Mitrovica, 6 novembre 1985) è un ex calciatore kosovaro, di ruolo centrocampista.

## Biografia
Nato a Titova Mitrovica, nell'allora provincia autonoma jugoslava del Kosovo, crebbe in Finlandia.

## Carriera
Ha iniziato la sua carriera da calciatore professionista quando, nel 2007, militava per l'AC Oulu. Nel 2011 si trasferì in prestito al Renova, squadra della Repubblica di Macedonia e a fine prestito è stato acquistato definitivamente dal MyPa.